# Makirasolfjäderstjärt
Makirasolfjäderstjärt (Rhipidura tenebrosa) är en fågel i familjen solfjäderstjärtar inom ordningen tättingar.

## Utbredning och systematik
Fågeln förekommer i bergstrakter på ön Makira i Salomonöarna. Den behandlas som monotypisk, det vill säga att den inte delas in i några underarter.

## Status
IUCN kategoriserar arten som nära hotad.